# Oakwood (Missouri)
Oakwood – wieś w Stanach Zjednoczonych, w stanie Missouri, w hrabstwie Clay.